# The Black Wall Street Records
The Black Wall Street Records — незалежний лейбл, штаб-квартира якого була розташована в Комптоні, Каліфорнія. Заснований репером The Game та його єдинокровним братом Big Fase 100.

## Історія
Назва «The Black Wall Street» походить від району в Ґрінвуді, що у Талсі, штат Оклахома, підданого расовій сегрегації. Під час нафтового буму 1920-их Ґрінвуд став притулком для кількох відомих чорних бізнесменів.
Перед виходом The Documentary Game випустив ряд мікстейпів на своєму лейблі. Після залишення G-Unit Records репер сподівався проштовхнути BWS у мейнстрим для конкуренції на рівних зі своїм колишнім лейблом та його підписантами. Big Fase 100 зрештою покинув BWS через розбіжності з Ґеймом. Компанія не випустила жодного альбому, натомість на ній вийшли безліч мікстейпів, зокрема у рамцях серій Black Wall Street Journal і BWS Radio. Колишні підисанти: Nu Jerzey Devil (роки перебування: 2004–2011), Eastwood, Techniec, Cyssero, Vita та Чарлі Балтімор.
У 2011 Game прийняв пропозицію Young Money та Cash Money й заснував лейбл Money Gang. На ньому вийшли мікстейпи Game Presents — Money Gang і California Republic. Проте невдовзі співпрацю припинили. Наприкінці 2012 Game та Stat Quo оголосили про створення Rolex Records (теперішня назва: Blood Money Entertainment). Подальша доля BWS невідома.

## Виконавці
| Виконавець      | Роки      | Кількість виданих альбомів | Опис |
| --------------- | --------- | -------------------------- | --- |
| Game            | 2002      | 0                          | Комптонський репер, засновник лейблу. |
| Nu Jerzey Devil | 2004-2011 | 0                          | Музичний продюсер, репер і діджей, який народися в Південному Бронксі, Нью-Йорк і виріс в Атлантик-Сіті, штат Нью-Джерсі. |
| Джус Маккейн    | 2006      | 0                          | Репер з Фінікса, штат Аризона. Дав Ґейму свій демозапис під час туру Аризоною. Мікстейп Death Certificate (гост: September 7th) став номінантом у 4 категоріях на Mixtape Justo Awards. Інші мікстейпи: Position of Power та American Me. |
| Compton Menace  | 2008      | 0                          | Комптонський репер, реліз скасованого дебютного альбому заплановано на 2011 р. Учасник гурту Goon Squad. Знявся у двох відеокліпах Ґейма, «Hate It or Love It» (2005) та «Dope Boys» (2008).                                              |
| Kanary Diamonds | 2010      | 0                          | Реп-виконавиця з Воттсу, району Лос-Анджелеса. |
| Mysonne         | 2010      | 0                          | Колишній артист Def Jam Recordings і Ruff Ryders із Бронкса. |
| A.R.            | 2004      | 0                          | Комптонський репер. Узяв участь у записі пісні «Cherry Koolaid» з мікстейпу Ґейма Brake Lights. Також відомий як Аванте Роуз. |
| Клайд Карсон    | 2008      | 0                          | Оклендський репер, фронтмен гурту The Team. |
| Elijah          | 2008      | 0                          | Гарлемський репер, 2010 року випустив мікстейп Old Boy (гост: DJ Maaleek). |
| Famous Fresh    | 2011      | 0                          | Народився й виріс у Південному Централі, Лос-Анджелес. Познайомився з Ґеймом у жовтні 2002. |
| X.O.            | 2009      | 0                          | Каліфорнійський репер, також відомий як Scipio. |
| T.D.            | 2011      | 0                          | Репер з Філадельфії. |
| Toolez          | 2011      | 0                          | У липні 2011 видав мікстейп Prisoner of the Moment. |

## Діджеї та продюсери
- DJ Skee — діджей BWS, гост багатьох мікстейпів артистів лейблу, починаючи з виходу You Know What It Is Vol. 3. Разом з DJ Reflex веде радіошоу на Power 106.
- Tre Beats.
- DJ Kris-Stylez — концертний діджей Ґейма.[11]
- DJ Maaleek — офіційний європейський діджей BWS.[12]

### Колишні
- DJ Haze — діджей, народився й виріс у Брукліні, район Парк-Слоуп.[13]